# Димитър Чолев
Димитър Чолев е български футболист, защитник.

## Биография
Роден е на 3 декември 1990 година в София.
Започва да се състезава в детските гарнитури на ФК „Пирин 2003“. Последователно преминава през всички формации на ПФК Пирин (Гоце Делчев), като играе в първия състав на тима, преди да премине в Сливнишки герой.
Двукратен участник във финалната фаза на Републиканско футболно първенство.
Състезавал се е за тимовете на ПФК Пирин (Гоце Делчев) и ФК „Сливнишки герой“ (Сливница).
Висок е 176 см., тежи 73 кг.
Бивш преподавател по Физическо Възпитание и Спорт в 32 СУИЧЕ „Свети Климент Охридски“.